# ゴロホヴェツ
座標: 北緯56度12分 東経42度40分 / 北緯56.200度 東経42.667度

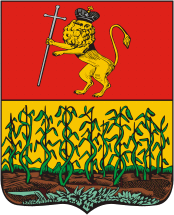
ゴロホヴェツの紋章

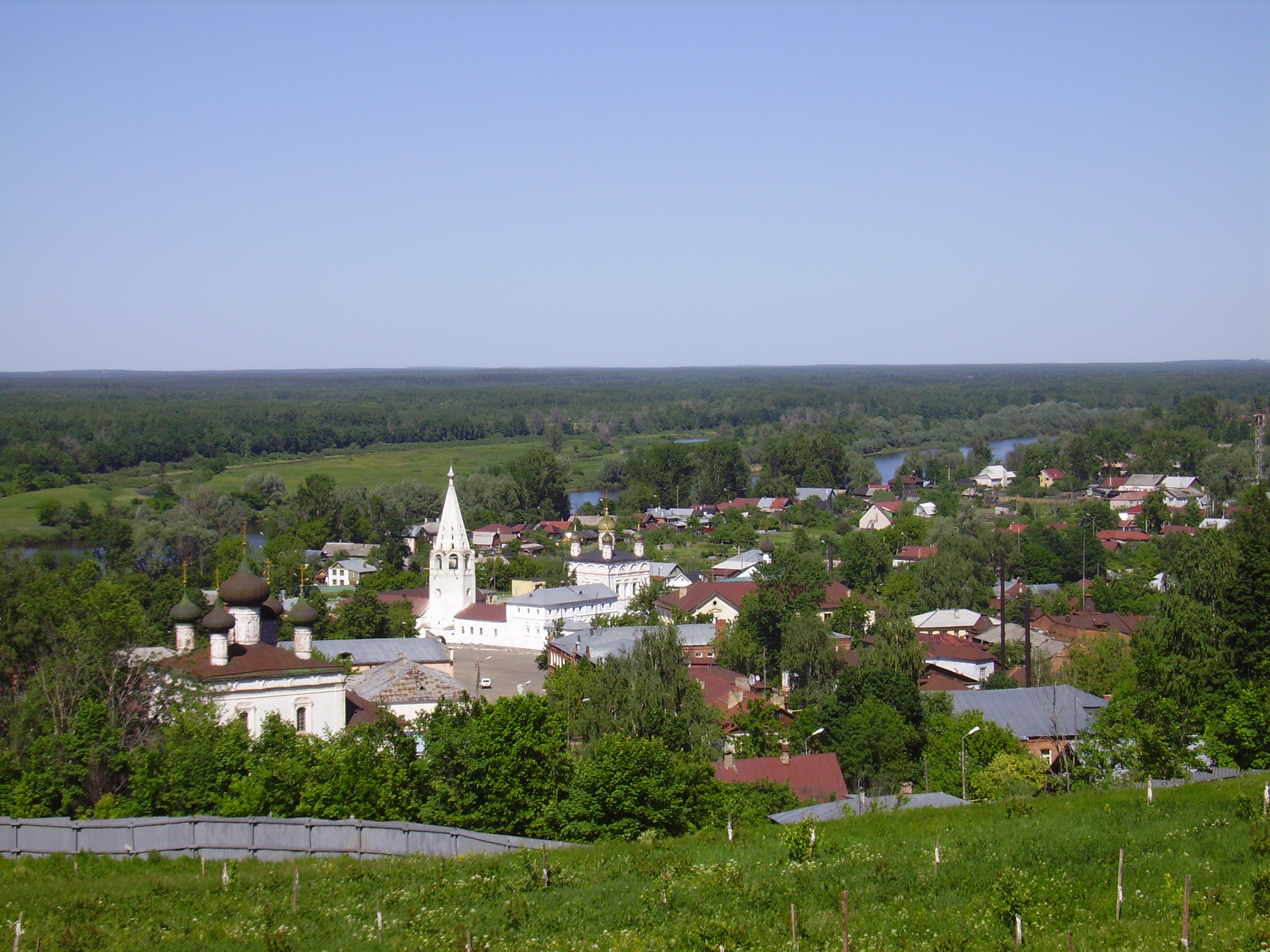
ゴロホヴェツの町の眺望

ゴロホヴェツ（ロシア語: Гороховец, 英語: Gorokhovets）はロシア・ヴラジーミル州の都市でゴロホヴェツキー地区の行政中心地。首都モスクワから州都ウラジーミルを経てヴォルガ川沿いの大都市ニジニ・ノヴゴロドを結ぶロシア連邦道路M7の途中にあり、ウラジーミルからは東へ約150km、ニジニ・ノヴゴロド州との州境の近くに位置する。オカ川の左支流・クリャージマ川の右岸の高台に位置する河港でもあり、すぐ下流でクリャージマ川とオカ川が合流している。
人口は14,524人（2002年国勢調査）。町の名前はロシア語の「エンドウマメ」（Горох）に由来する。

## 歴史

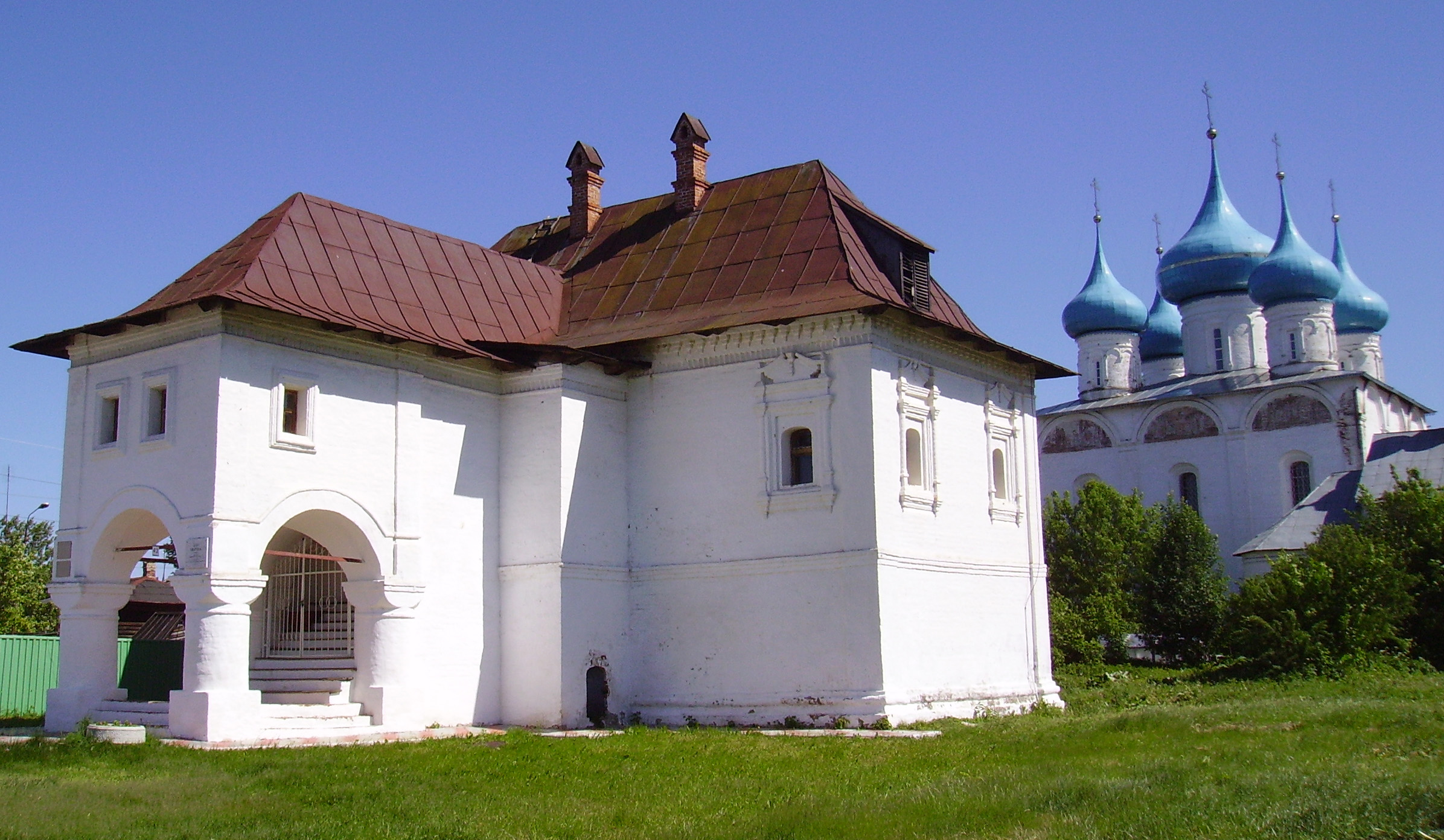
オパーリンの家とヴラゴヴェシチェンスキー聖堂

11世紀ごろに東スラヴ人が西方から移住するより前、オカ川下流一帯にはフィン・ウゴル語族のメリャ人が住んでいた。ゴロホヴェツの名が年代記などに初出するのは1158年、ウラジーミル・スーズダリ大公国の東の辺境にある要塞としてである。1239年、モンゴル帝国のルーシ侵入で略奪を受け、破壊され廃墟と化した。
14世紀にはゴロホヴェツはニジニ・ノヴゴロド公国の一部であったが、1392年にモスクワ大公国に併合されその一部となった。1539年、東方のカザン・ハン国のタタール人が侵入しゴロホヴェツを襲っている。逸話では、タタール人たちが町を陥落させ略奪しようとした瞬間、没する寸前の太陽の光により丘の上に剣を持った巨大な騎士の姿をした幽霊が現われ、恐れて退却したとされる。その丘は現在「恐ろしいもの」を意味するプジャロヴォ（Пужалово）と呼ばれ、公園になっている。1619年まではゴロホヴェツは要塞として軍事上の機能も有していた。
17世紀には革なめし工場、織物工場、鍛冶工場などが建ち、手工業の町として繁栄し最盛期を迎えた。また現在のヴラジーミル州からイヴァノヴォ州に至る広い範囲の商業の中心地でもあった。当時の商人たちは多くの聖堂を寄進し、ニコライ修道院も、付属する至聖三者ニコルスカヤ聖堂もこの時期（1681年-1689年）に建てられている。1778年には正式に町としての地位を得て地区の中心都市となった。19世紀のゴロホヴェツは農業地帯であるこの一帯の交易の中心であり、穀物や亜麻の取引を行っていたがこの時期には工場はわずかとなっていた。第二次世界大戦の際、独ソ戦（大祖国戦争）では戦場とならなかったが前線に多数の兵士を送りだし、39人は英雄都市ブレスト要塞の防衛戦に関わり、11人がソ連邦英雄として称えられ町の通りにも彼らの名が残る。

## 見どころ

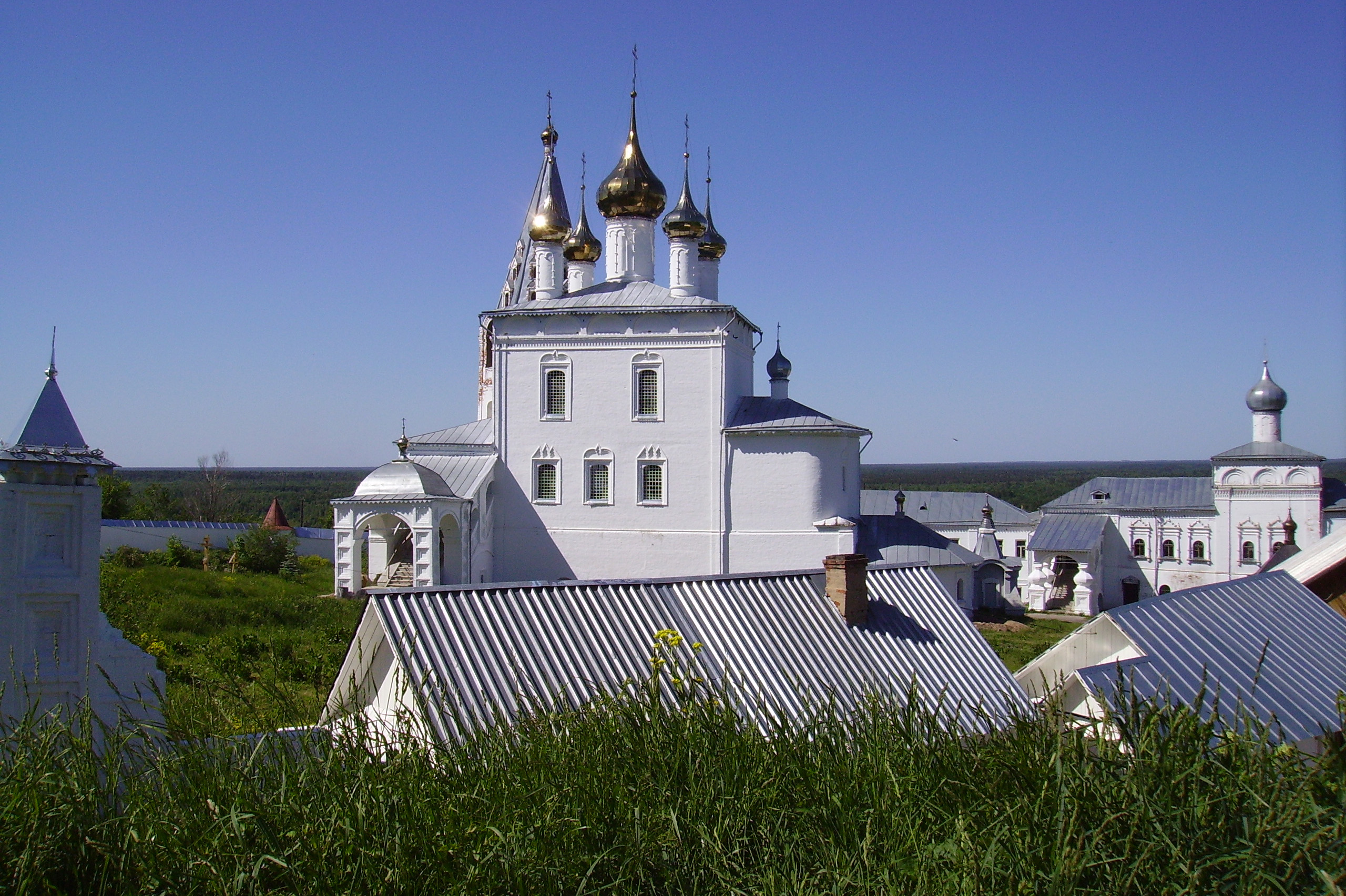
ニコライ修道院

19世紀末のロシアの産業ブームやソ連時代の重工業化の時代、ゴロホヴェツは限られた役割しか果たさず工業化の流れから取り残されたが、そのおかげで古い街並み、特に17世紀の町の全盛期に建てられた石造の商家や聖堂群が守られた。
1643年に創立したニコライ修道院（Никольский монастырь）、1686年に完成した修道院の至聖三者ニコルスカヤ聖堂（Троице-Никольская церковь）、17世紀末に建てられたヴァスクレセンスカヤ聖堂（Воскресенская церковь）、1700年に建てられたヴラゴヴェシチェンスキー聖堂（Благовещенский собор）、1689年に建てられたスレテンスキー女子修道院（Сретенский монастырь）と同名の聖堂などがこの時期の代表的な建築である。
モスクワとニジニ・ノヴゴロドを結ぶ鉄道の駅・ゴロホヴェツ駅は1862年に中心部から12km離れたヴェリーコヴォ村に建てられ、シベリアへ向かう列車が通る。また、町の近くをモスクワからニジニ・ノヴゴロド、カザン、ウファへ向かう高速道路M7が通る。